# NLTT 11748
NLTT 11748 – układ podwójny składający się z dwóch białych karłów. Układ ten znajduje się w gwiazdozbiorze Byka. Główny składnik tego układu jest nietypowym białym karłem składającym się głównie z helu. Jego niewidoczny towarzysz to zwykły biały karzeł.
Układ ten został odkryty w trakcie badań jednego z doktorantów Uniwersytetu Kalifornijskiego w Santa Barbara. Znany składnik, helowy biały karzeł NLTT 11748 w trakcie obserwacji prowadzonych północnym teleskopem Faulkesa, wykazał bardzo znikome wahania jasności rzędu 1%. Dodatkowe obserwacje prowadzone teleskopem Kecka, gdy zmierzono przesunięcie Dopplera wykazały, że NLTT 11748 jest podwójnym układem białych karłów. 
Niewidoczny składnik układu to typowy biały karzeł zbudowany głównie z tlenu i węgla. Jest on mniejszy, 30 razy ciemniejszy, ale również cięższy niż jego wcześniej znany helowy towarzysz. Obecność drugiego składnika układu pozwoliła na bezpośrednie pomiary obu składników. Karzeł helowy ma masę około 0,1-0,2 masy Słońca oraz promień 4,4 większy niż promień Ziemi, a nowo odkryty składnik ma masę 0,7 oraz promień wynoszący 1,1 promienia Ziemi. Okres obiegu karłów wokół siebie wynosi 5,6 godziny, a w jego trakcie występują dwa zaćmienia trwające po trzy minuty.